# Катастрофа на гара Казичене (1992)
Катастрофата на гара Казичене възниква между дизелови: експресен влак и маневрираща товарна композиция на БДЖ на 17 август 1992 г. При нея загиват 8 души и 51 са ранени (според други източници ранените са 56 души).

## Катастрофата
Около 22:36 машинистът на товарния влак Красимир Тодоров напуска маневриращия дизелов локомотив, поверявайки управлението на помощника си Валентин Кръстев. Малко след това Кръстев потегля и тъй като гледа към задната част на товарния влак - не успява да види червения забранителен сигнал. В резултат на това реборда на дизеловия маневриращ локомотив принудително се вклинява между прилепналите един към друг стрелкови език и раменна релса ,което принуждава стрелковия жп език да се раздалечи от стрелковата жп раменна релса, а срещуположния жп стрелкови език прилепва принудително към близката до него стрелкова жп раменна релса: срязване на жп стрелка и пресича линията, по която идва тегления от дизелов локомотив експрес „Слънчев бряг“ София-Пловдив-Ямбол-Бургас транзитно по разписание минаващ през Казичене . Малко след това двата влака се сблъскват. Дерайлират двата дизелови локомотива (този на експресния и другия на маневриращия товарен влак) , два вагона от товарния влак и пет вагона от експреса.

## Разследване и дела
През 1994 г. делото за катастрофата влиза в съда, като сериозно развитие по него има чак 4 години по-късно, след 8 отлагания – едва през 1998 г. Обвиняеми са машинистът Красимир Тодоров, помощникът му Валентин Кръстев, началникът на товарния влак Ангел Ботев и диспечерът Стефан Петров. Кръстев е осъден на 12 години затвор, Тодоров получава 8, а Ботев – 5 години. Петров е оправдан. Виновен е дежурния ръководител-движение разрешил маневрена дейност по-малко от 5 минути преди очаквано пристигане на влак в гарата .